# Lottie (animation)
Le format Lottie est un format ouvert d'animation vectorielle basé sur une représentation au format JSON de ses données. 
Créé à l'origine par Hernan Torrisi sous le nom Bodymovin avec un plugin d'export pour les animations produites sous After Effects et une bibliothèque JavaScript pour les jouer sur le web sous forme de SVG, le format est repris et nommé par Airbnb qui développe des bibliothèques pour le Web, iOS, Android et React Native. Le format est depuis développé par la Lottie Animation Community, et de nombreux autres plugins, bibliothèques, applications et sites dédiés existent pour créer ou lire des fichiers Lottie.
Le nom est une référence et un hommage à Lotte Reiniger, une des réalisatrice d'animation des années 1920, ayant réalisé un des premiers longs métrage de l'animation avec « Les Aventures du prince Ahmed » en 1926.

## Production des animations
Le format a tout d'abord été créé pour exporter les animations depuis After Effects. Des plugins d’export existent désormais non seulement pour After Effects, mais aussi Sketch, Figma et autres. D’autres applications permettent nativement un export en Lottie.
Le logiciel libre d'animation vectorielle Synfig, permet également d'exporter des animations dans ce format. Son intégration a commencé sous forme de plugin pendant Le GSoC 2019, puis a été amélioré pendant le GSoC 2020.
Le logiciel libre (GPLv3) Glaxnimate est un logiciel d'animation multiplateforme (Android, Linux, MacOS, Windows) écrit en C++ et utilisant la bibliothèque Qt, permettant également de produire des animations au format Lottie. Celui-ci est utilisable via la bibliothèque MLT au sein d'applications de montage vidéo non-linéaire, tels que Kdenlive ou Shotcut,..
Le module Python, « Python Lottie » permet de générer des animations Lottie algorithmiquement, de convertir entre différents formats et d'exporter en animation vidéo et bitmap.

## Lecteurs et bibliothèques
Des bibliothèques de lectures sont aujourd'hui disponibles pour le Web, iOS, Android, Flutter, React, React Native, Xamarin, NativeScript, Windows, Vue, Angular, Qt, Skia et autres.
Le lecteur Web est utilisé dans la messagerie instantanée afin d'y afficher des stickers (autocollants) animés vectoriels comme  Telegram pour plateformes mobiles.
Il existe également une bibliothèque, appelée rlottie, écrite en C++ par Samsung, et une dérivée TDesktop, un client Telegram. Elle peut être utilisée par LVGL, une bibliothèque d'interface légère pour les systèmes embarqués.
Il existe un module pour l'API Qt, appelé qtLottie distribué sous licence GPLv3, également utilisé dans une version patchée par Telegram dans sa version « desktop » (bureau).
Nottie-node, Puppeteer-lottie et lottie-images sont des bibliothèques en JavaScript de rendu de Lottie basés sur Node.js, elles permettent chacune des rendus dans différents formats, pas forcément les mêmes, incluant vidéo en s'aidant de ffmpeg, png, apng, gif ou traduction en SVG,,.